# Eleutherodactylus prolixodiscus
Eleutherodactylus prolixodiscus là một loài ếch thuộc họ Leptodactylidae.
Chúng được tìm thấy ở Colombia và Venezuela. Môi trường sống tự nhiên của chúng là các vùng núi (montane) ẩm ướt nhiệt đới và cận nhiệt đới hay vùng cây bụi nhiệt đới và cận nhiệt đới trên cao.
Chúng đang bị đe doạ do mất môi trường sống.